# Kevin Diks
Kevin Diks Bakarbessy, född 6 oktober 1996 i Apeldoorn, är en nederländsk fotbollsspelare som spelar för FC Köpenhamn. Han spelar främst som högerback.

## Karriär
Den 31 januari 2019 lånades Diks ut till Empoli på ett låneavtal fram till sommaren 2020.